# Bayombong
Bayombong is een gemeente in de Filipijnse provincie Nueva Vizcaya op het eiland Luzon. De gemeente Bayombong is de hoofdstad van de provincie. Bij de laatste census in 2007 had de gemeente ruim 54 duizend inwoners.

## Geografie

### Bestuurlijke indeling
Bayombong is onderverdeeld in de volgende 25 barangays:
| - Bansing - Bonfal East - Bonfal Proper - Bonfal West - Buenavista - Busilac - Cabuaan - Casat - District III - District IV - Don Domingo Maddela Pob. - Don Mariano Marcos - Don Tomas Maddela Pob. | - Ipil-Cuneg - La Torre North - La Torre South - Luyang - Magapuy - Magsaysay - Masoc - Paitan - Salvacion - San Nicolas North - Santa Rosa - Vista Alegre |

## Demografie
Bayombong had bij de census van 2007 een inwoneraantal van 54.417 mensen. Dit zijn 3.854 mensen (7,6%) meer dan bij de vorige census van 2000. De gemiddelde jaarlijkse groei komt daarmee uit op 1,02%, hetgeen lager is dan het landelijk jaarlijks gemiddelde over deze periode (2,04%). Vergeleken met de census van 1995 is het aantal mensen met 8.102 (17,5%) toegenomen.

De bevolkingsdichtheid van Bayombong was ten tijde van de laatste census, met 54.417 inwoners op 136 km², 400,1 mensen per km².